# Bergia sessiliflora
Bergia sessiliflora là một loài thực vật có hoa trong họ Elatinaceae. Loài này được Griseb. mô tả khoa học đầu tiên năm 1866.